# Glenn Whelan
Glenn Whelan (Dublin, 13 januari 1984) is een Iers voetballer die bij voorkeur als middenvelder speelt. Hij tekende in juli 2017 een contract tot medio 2019 bij Aston Villa, dat hem overnam van Stoke City. Whelan debuteerde in 2008 in het Iers voetbalelftal.

## Clubcarrière
Whelan verruilde in 2001 de jeugd van Cherry Orchard voor het eerste team van Manchester City. Hiervoor speelde hij één keer in het eerste, toen hij in augustus 2003 in een wedstrijd om UEFA Cup tegen The New Saints (toen nog Total Network Solutions) inviel voor Paul Bosvelt. Manchester verhuurde Whelan tussen september 2003 en mei 2004 aan Bury.
Whelan vertrok in de zomer van 2004 transfervrij naar Sheffield Wednesday. In zijn eerste seizoen hier maakte hij vier doelpunten in 41 competitiewedstrijden. In de vier seizoenen die hij uitkwam voor Sheffield maakte hij dertien doelpunten in 142 competitiewedstrijden.
Sheffield Wednesday verkocht Whelan op 30 januari 2008 voor £500.000,- aan Stoke City, waar hij in eerste instantie voor 3,5 jaar tekende. Hij debuteerde op 2 februari 2008 voor Stoke tegen Cardiff City, een ontmoeting die zich destijds afspeelde in de Championship. Whelan maakte op 7 april 2008 zijn eerste doelpunt voor Stoke City, tegen Crystal Palace. Hij speelde in de resterende helft van het seizoen 2007-2008 veertien wedstrijden. Hij werd dat jaar tweede met Stoke, dat daarmee promotie naar de Premier League afdwong.
Whelan stond op 14 mei 2011 met Stoke City in de finale van de strijd om de FA Cup. Daarin verloor de ploeg van trainer-coach Tony Pulis met 1–0 van Manchester City door een treffer in de 74ste minuut van Yaya Touré. Whelan speelde op 1 januari 2011 zijn honderdste wedstrijd voor de club, tegen Everton. Zijn 200ste competitiewedstrijd voor Stoke volgde op 20 september 2014, uit bij Queens Park Rangers. In de zomer van 2012 trok Stoke City middenvelders Charlie Adam en Steven Nzonzi aan, maar Whelan behield zijn basisplaats.

## Clubstatistieken
| Seizoen         | Club                | Competitie      | Competitie | Competitie | Beker | Beker | Internationaal | Internationaal | Totaal | Totaal |
| Seizoen         | Club                | Competitie      | Wed.       | Dlp.       | Wed.  | Dlp.  | Wed.           | Dlp.           | Wed.   | Dlp.   |
| --------------- | ------------------- | --------------- | ---------- | ---------- | ----- | ----- | -------------- | -------------- | ------ | ------ |
| 2003/04         | Manchester City     | Premier League  | 0          | 0          | 0     | 0     | 1              | 0              | 1      | 0      |
| Club totaal     | Club totaal         | Club totaal     | 0          | 0          | 0     | 0     | 1              | 0              | 1      | 0      |
| 2003/04         | Bury                | Third Division  | 14         | 0          | 1     | 0     | 0              | 0              | 15     | 0      |
| Club totaal     | Club totaal         | Club totaal     | 14         | 0          | 1     | 0     | 0              | 0              | 15     | 0      |
| 2004/05         | Sheffield Wednesday | League One      | 39         | 4          | 3     | 1     | –              | –              | 42     | 5      |
| 2005/06         | Sheffield Wednesday | Championship    | 43         | 1          | 3     | 0     | –              | –              | 46     | 1      |
| 2006/07         | Sheffield Wednesday | Championship    | 38         | 7          | 3     | 1     | –              | –              | 41     | 8      |
| 2007/08         | Sheffield Wednesday | Championship    | 25         | 2          | 5     | 1     | –              | –              | 30     | 3      |
| Club totaal     | Club totaal         | Club totaal     | 145        | 14         | 14    | 3     | 0              | 0              | 159    | 17     |
| 2007/08         | Stoke City          | Championship    | 14         | 1          | 0     | 0     | –              | –              | 14     | 1      |
| 2008/09         | Stoke City          | Premier League  | 26         | 1          | 5     | 2     | –              | –              | 31     | 3      |
| 2009/10         | Stoke City          | Premier League  | 33         | 2          | 5     | 0     | –              | –              | 38     | 2      |
| 2010/11         | Stoke City          | Premier League  | 29         | 0          | 10    | 0     | –              | –              | 39     | 0      |
| 2011/12         | Stoke City          | Premier League  | 30         | 1          | 6     | 0     | 7              | 1              | 43     | 2      |
| 2012/13         | Stoke City          | Premier League  | 32         | 0          | 2     | 0     | –              | –              | 34     | 0      |
| 2013/14         | Stoke City          | Premier League  | 32         | 0          | 4     | 0     | –              | –              | 36     | 0      |
| 2014/15         | Stoke City          | Premier League  | 28         | 0          | 2     | 0     | –              | –              | 30     | 0      |
| 2015/16         | Stoke City          | Premier League  | 37         | 0          | 5     | 0     | –              | –              | 42     | 0      |
| Club totaal     | Club totaal         | Club totaal     | 261        | 5          | 39    | 2     | 7              | 1              | 307    | 8      |
| Carrière totaal | Carrière totaal     | Carrière totaal | 420        | 19         | 55    | 5     | 8              | 1              | 483    | 25     |

Bijgewerkt tot en met het seizoen 2015/16.

## Interlandcarrière
Whelan debuteerde in mei 2008 in het Iers voetbalelftal in een interland tegen Servië. Op 6 september 2008 maakte hij zijn eerste doelpunt voor Ierland, waarmee hij het in Mainz opnam tegen Georgië. Whelan speelde alle drie de groepswedstrijden van Ierland tijdens het Europees kampioenschap voetbal 2012. Whelan droeg op 5 maart 2014 voor het eerst de aanvoerdersband, wat hij in november 2015 opnieuw deed tijdens de barragewedstrijden in de kwalificaties voor het Europees kampioenschap voetbal 2016 tegen Bosnië en Herzegovina. In mei 2016 werd Whelan opgenomen in de selectie voor het Europees kampioenschap voetbal 2016 in Frankrijk. Ierland werd in de achtste finale uitgeschakeld door gastland Frankrijk na twee doelpunten van Antoine Griezmann.

### Overzicht als interlandspeler
| Interlands van Glenn Whelan voor Ierland | Interlands van Glenn Whelan voor Ierland | Interlands van Glenn Whelan voor Ierland | Interlands van Glenn Whelan voor Ierland | Interlands van Glenn Whelan voor Ierland | Interlands van Glenn Whelan voor Ierland | Interlands van Glenn Whelan voor Ierland |
| №                                        | Datum                                    | Wedstrijd                                | Uitslag                                  | Soort wedstrijd                          | Doelpunten                               |                                          |
| Als speler bij Stoke City                | Als speler bij Stoke City                | Als speler bij Stoke City                | Als speler bij Stoke City                | Als speler bij Stoke City                | Als speler bij Stoke City                | Als speler bij Stoke City                |
| ---------------------------------------- | ---------------------------------------- | ---------------------------------------- | ---------------------------------------- | ---------------------------------------- | ---------------------------------------- | ---------------------------------------- |
| 1.                                       | 24 mei 2008                              | Ierland – Servië                         | 1 – 1                                    | Vriendschappelijk                        |                                          |                                          |
| 2.                                       | 29 mei 2008                              | Ierland – Colombia                       | 1 – 0                                    | Vriendschappelijk                        |                                          |                                          |
| 3.                                       | 20 augustus 2008                         | Noorwegen – Ierland                      | 1 – 1                                    | Vriendschappelijk                        |                                          |                                          |
| 4.                                       | 6 september 2008                         | Georgië – Ierland                        | 1 – 2                                    | Kwalificatie WK 2010                     | 70'                                      |                                          |
| 5.                                       | 10 september 2008                        | Montenegro – Ierland                     | 0 – 0                                    | Kwalificatie WK 2010                     |                                          |                                          |
| 6.                                       | 15 oktober 2008                          | Ierland – Cyprus                         | 1 – 0                                    | Kwalificatie WK 2010                     |                                          |                                          |
| 7.                                       | 19 november 2008                         | Ierland – Polen                          | 2 – 3                                    | Vriendschappelijk                        |                                          |                                          |
| 8.                                       | 11 februari 2009                         | Ierland – Georgië                        | 2 – 1                                    | Kwalificatie WK 2010                     |                                          |                                          |
| 9.                                       | 28 maart 2009                            | Ierland – Bulgarije                      | 1 – 1                                    | Kwalificatie WK 2010                     |                                          |                                          |
| 10.                                      | 1 april 2009                             | Italië – Ierland                         | 1 – 1                                    | Kwalificatie WK 2010                     |                                          |                                          |
| 11.                                      | 29 mei 2009                              | Nigeria – Ierland                        | 1 – 1                                    | Vriendschappelijk                        |                                          |                                          |
| 12.                                      | 6 juni 2009                              | Bulgarije – Ierland                      | 1 – 1                                    | Kwalificatie WK 2010                     |                                          |                                          |
| 13.                                      | 12 augustus 2009                         | Ierland – Australië                      | 0 – 3                                    | Vriendschappelijk                        |                                          |                                          |
| 14.                                      | 5 september 2009                         | Cyprus – Ierland                         | 1 – 2                                    | Kwalificatie WK 2010                     |                                          |                                          |
| 15.                                      | 10 oktober 2009                          | Ierland – Italië                         | 2 – 2                                    | Kwalificatie WK 2010                     | 8'                                       |                                          |
| 16.                                      | 14 november 2009                         | Ierland – Frankrijk                      | 0 – 1                                    | Kwalificatie WK 2010                     |                                          |                                          |
| 17.                                      | 18 november 2009                         | Frankrijk – Ierland                      | 1 – 1                                    | Kwalificatie WK 2010                     |                                          |                                          |
| 18.                                      | 2 maart 2010                             | Ierland – Brazilië                       | 0 – 2                                    | Vriendschappelijk                        |                                          |                                          |
| 19.                                      | 25 mei 2010                              | Ierland – Paraguay                       | 2 – 1                                    | Vriendschappelijk                        |                                          |                                          |
| 20.                                      | 28 mei 2010                              | Ierland – Algerije                       | 3 – 0                                    | Vriendschappelijk                        |                                          |                                          |
| 21.                                      | 3 september 2010                         | Armenië – Ierland                        | 0 – 1                                    | Kwalificatie EK 2012                     |                                          |                                          |
| 22.                                      | 7 september 2010                         | Ierland – Andorra                        | 3 – 1                                    | Kwalificatie EK 2012                     |                                          |                                          |
| 23.                                      | 8 oktober 2010                           | Ierland – Rusland                        | 2 – 3                                    | Kwalificatie EK 2012                     |                                          |                                          |
| 24.                                      | 12 oktober 2010                          | Slowakije – Ierland                      | 1 – 1                                    | Kwalificatie EK 2012                     |                                          |                                          |
| 25.                                      | 17 november 2010                         | Ierland – Noorwegen                      | 1 – 2                                    | Vriendschappelijk                        |                                          |                                          |
| 26.                                      | 8 februari 2011                          | Ierland – Wales                          | 3 – 0                                    | Carling Nations Cup                      |                                          |                                          |
| 27.                                      | 26 maart 2011                            | Ierland – Macedonië                      | 2 – 1                                    | Kwalificatie EK 2012                     |                                          |                                          |
| 28.                                      | 4 juni 2011                              | Macedonië – Ierland                      | 0 – 2                                    | Kwalificatie EK 2012                     |                                          |                                          |
| 29.                                      | 7 juni 2011                              | Italië – Ierland                         | 0 – 2                                    | Vriendschappelijk                        |                                          |                                          |
| 30.                                      | 10 augustus 2011                         | Ierland – Kroatië                        | 0 – 0                                    | Vriendschappelijk                        |                                          |                                          |
| 31.                                      | 2 september 2011                         | Ierland – Slowakije                      | 0 – 0                                    | Kwalificatie EK 2012                     |                                          |                                          |
| 32.                                      | 6 september 2011                         | Rusland – Ierland                        | 0 – 0                                    | Kwalificatie EK 2012                     |                                          |                                          |
| 33.                                      | 7 oktober 2011                           | Andorra – Ierland                        | 0 – 2                                    | Kwalificatie EK 2012                     |                                          |                                          |
| 34.                                      | 11 oktober 2011                          | Ierland – Armenië                        | 2 – 1                                    | Kwalificatie EK 2012                     |                                          |                                          |
| 35.                                      | 11 november 2011                         | Estland – Ierland                        | 0 – 4                                    | Kwalificatie EK 2012                     |                                          |                                          |
| 36.                                      | 15 november 2011                         | Ierland – Estland                        | 1 – 1                                    | Kwalificatie EK 2012                     |                                          |                                          |
| 37.                                      | 29 februari 2012                         | Ierland – Tsjechië                       | 1 – 1                                    | Vriendschappelijk                        |                                          |                                          |
| 38.                                      | 26 mei 2012                              | Ierland – Bosnië en Herzegovina          | 1 – 0                                    | Vriendschappelijk                        |                                          |                                          |
| 39.                                      | 4 juni 2012                              | Hongarije – Ierland                      | 0 – 0                                    | Vriendschappelijk                        |                                          |                                          |
| 40.                                      | 10 juni 2012                             | Kroatië – Ierland                        | 3 – 1                                    | EK 2012                                  |                                          |                                          |
| 41.                                      | 14 juni 2012                             | Ierland – Spanje                         | 0 – 4                                    | EK 2012                                  |                                          |                                          |
| 42.                                      | 18 juni 2012                             | Italië – Ierland                         | 2 – 0                                    | EK 2012                                  |                                          |                                          |
| 43.                                      | 15 augustus 2012                         | Servië – Ierland                         | 0 – 0                                    | Vriendschappelijk                        |                                          |                                          |
| 44.                                      | 7 september 2012                         | KAZ – Ierland                            | 1 – 2                                    | Kwalificatie WK 2014                     |                                          |                                          |
| 45.                                      | 14 november 2012                         | Ierland – Griekenland                    | 0 – 1                                    | Vriendschappelijk                        |                                          |                                          |
| 46.                                      | 6 februari 2013                          | Ierland – Polen                          | 2 – 0                                    | Vriendschappelijk                        |                                          |                                          |
| 47.                                      | 26 maart 2013                            | Ierland – Oostenrijk                     | 2 – 2                                    | Kwalificatie WK 2014                     |                                          |                                          |
| 48.                                      | 29 mei 2013                              | Engeland – Ierland                       | 1 – 1                                    | Vriendschappelijk                        |                                          |                                          |
| 49.                                      | 7 juni 2013                              | Ierland – Faeröer                        | 3 – 0                                    | Kwalificatie WK 2014                     |                                          |                                          |
| 50.                                      | 14 augustus 2013                         | Wales – Ierland                          | 0 – 0                                    | Vriendschappelijk                        |                                          |                                          |
| 51.                                      | 6 september 2013                         | Ierland – Zweden                         | 1 – 2                                    | Kwalificatie WK 2014                     |                                          |                                          |
| 52.                                      | 11 oktober 2013                          | Duitsland – Ierland                      | 3 – 0                                    | Kwalificatie WK 2014                     |                                          |                                          |
| 53.                                      | 15 oktober 2013                          | Ierland – Kazachstan                     | 3 – 1                                    | Kwalificatie WK 2014                     |                                          |                                          |
| 54.                                      | 15 november 2013                         | Ierland – Letland                        | 3 – 0                                    | Vriendschappelijk                        |                                          |                                          |
| 55.                                      | 19 november 2013                         | Polen – Ierland                          | 0 – 0                                    | Vriendschappelijk                        |                                          |                                          |
| 56.                                      | 5 maart 2014                             | Ierland – Servië                         | 1 – 2                                    | Vriendschappelijk                        |                                          |                                          |
| 57.                                      | 25 mei 2014                              | Ierland – Turkije                        | 1 – 2                                    | Vriendschappelijk                        |                                          |                                          |
| 58.                                      | 6 juni 2014                              | Costa Rica – Ierland                     | 1 – 1                                    | Vriendschappelijk                        |                                          |                                          |
| 59.                                      | 3 september 2014                         | Ierland – Oman                           | 2 – 0                                    | Vriendschappelijk                        |                                          |                                          |
| 60.                                      | 7 september 2014                         | Georgië – Ierland                        | 1 – 2                                    | Kwalificatie EK 2016                     |                                          |                                          |
| 61.                                      | 14 oktober 2014                          | Duitsland – Ierland                      | 1 – 1                                    | Kwalificatie EK 2016                     |                                          |                                          |
| 62.                                      | 29 maart 2015                            | Ierland – Polen                          | 1 – 1                                    | Kwalificatie EK 2016                     |                                          |                                          |
| 63.                                      | 7 juni 2015                              | Ierland – Engeland                       | 0 – 0                                    | Vriendschappelijk                        |                                          |                                          |
| 64.                                      | 13 juni 2015                             | Ierland – Schotland                      | 1 – 1                                    | Kwalificatie EK 2016                     |                                          |                                          |
| 65.                                      | 4 september 2015                         | Gibraltar – Ierland                      | 0 – 4                                    | Kwalificatie EK 2016                     |                                          |                                          |
| 66.                                      | 7 september 2015                         | Ierland – Georgië                        | 1 – 0                                    | Kwalificatie EK 2016                     |                                          |                                          |
| 67.                                      | 11 oktober 2015                          | Polen – Ierland                          | 2 – 1                                    | Kwalificatie EK 2016                     |                                          |                                          |
| 68.                                      | 13 november 2015                         | Bosnië en Herzegovina – Ierland          | 1 – 1                                    | Kwalificatie EK 2016                     |                                          |                                          |
| 69.                                      | 16 november 2015                         | Ierland – Bosnië en Herzegovina          | 2 – 0                                    | Kwalificatie EK 2016                     |                                          |                                          |
| 70.                                      | 29 maart 2016                            | Ierland – Slowakije                      | 2 – 2                                    | Vriendschappelijk                        |                                          |                                          |
| 71.                                      | 27 mei 2016                              | Ierland – Nederland                      | 1 – 1                                    | Vriendschappelijk                        |                                          |                                          |
| 72.                                      | 13 juni 2016                             | Ierland – Zweden                         | 1 – 1                                    | EK 2016                                  |                                          |                                          |
| 73.                                      | 18 juni 2016                             | België – Ierland                         | 3 – 0                                    | EK 2016                                  |                                          |                                          |

1 Given ·
2 St Ledger ·
3 Ward ·
4 O'Shea ·
5 Dunne ·
6 Whelan ·
7 McGeady ·
8 Andrews ·
9 Doyle ·
10 Keane  ·
11 Duff ·
12 Kelly ·
13 McShane ·
14 Walters ·
15 Gibson ·
16 Westwood ·
17 Hunt ·
18 O'Dea ·
19 Long ·
20 Cox ·
21 Green ·
22 McClean ·
23 Forde ·
Coach: Trapattoni
1 Westwood ·
2 Coleman ·
3 Clark ·
4 O'Shea ·
5 Keogh ·
6 Whelan ·
7 McGeady ·
8 McCarthy ·
9 Long ·
10 Keane ·
11 McClean ·
12 Duffy ·
13 Hendrick ·
14 Walters ·
15 Christie ·
16 Given ·
17 Ward ·
18 Meyler ·
19 Brady ·
20 Hoolahan ·
21 Murphy ·
22 Quinn ·
23 Randolph ·
Coach: O'Neill